# Christoph Gerber

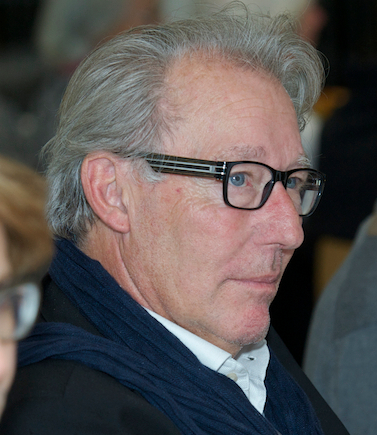
Christoph Gerber, 2013

Christoph Gerber (* 15. Mai 1942 in Basel) ist ein Schweizer Physiker.
Derzeit ist er am Department Physik der Universität Basel „Director of Scientific Communication“. Seine Arbeiten trugen zur Erfindung des Rasterkraftmikroskops und des Rastertunnelmikroskops bei. Von 1966 bis 2004 war er am IBM Zurich Research Laboratory tätig. Seine derzeitigen Forschungsinteressen gelten biochemischen Cantilever-Sensoren und verschiedenen nanotechnologischen Fragestellungen.
Gerber hat zahlreiche wissenschaftliche Publikationen verfasst. Es wurden ihm Patente erteilt auf den Gebieten der Tieftemperaturphysik sowie der Rastertunnel- und Rasterkraftmikroskopie. Er hat die Ehrendoktorwürde der Universität Basel erhalten sowie Ehrenprofessuren an der Universität in St. Andrews (Schottland) und von der Chinesischen Akademie der Wissenschaften. 1999 wurde er Fellow der American Physical Society. 2016 wurde ihm gemeinsam mit Calvin Quate und Gerd Binnig einer der drei Kavli-Preise verliehen. Für 2023 wurde Gerber der Albert Einstein World Award of Science zugesprochen.